# Okręg Metz-Ville
Okręg Metz-Ville (fr. Arrondissement de Metz-Ville) – okręg w północno-wschodniej Francji. Populacja wynosi 124 tysiące.

## Podział administracyjny
W skład okręgu wchodzą następujące kantony:
- Metz-Ville-1,
- Metz-Ville-2,
- Metz-Ville-3,
- Metz-Ville-4.